# واکنش دوبنر
واکنش دوبنر(به انگلیسی: Doebner reaction) یک واکنش شیمیایی است که طی آن یک آنیلین با یک آلدهید و پیرویک اسید واکنش داده و یک کینولین-۴-کربوکسیلیک اسید تولید می‌کند.